# José Ignacio Cornejo
José Ignacio Cornejo Florimo (Iquique, 5 luglio 1994) è un pilota motociclistico cileno di rally raid, enduro e motocross.

## Carriera
Alla sua prima partecipazione al Rally Dakar nell'edizione 2016, abbandonò la prova nella quinta tappa. Nel Rally Dakar 2018 ha ricevuto una chiamata dell'ultimo minuto dal Team Honda, in sostituzione dell'infortunato Paulo Gonçalves, concludendo il rally in una sorprendente decima posizione.
Nel 2019, già consolidato come pilota ufficiale del team Honda, ha ottenuto un lodevole ottavo posto nella classifica generale. Nell'edizione 2020 della Dakar ha ottenuto una migliore prestazione, con due vittorie di tappa ed il quarto posto nella classifica finale dietro al vincitore, l'americano Ricky Brabec, al connazionale Pablo Quintanilla e all'australiano Toby Price.
Nel Rally Dakar 2021, nonostante fosse in testa alla classifica generale, ha dovuto abbandonare la competizione dopo una pesante caduta subita nella prova speciale di 342 chilometri che si è corsa tra Neom e Alula, con due tappe rimaste al traguardo.

## Risultati

### Rally Dakar
| Anno | Classe | Scuderia                       | Motocicletta          | Pos. | TV |
| ---- | ------ | ------------------------------ | --------------------- | ---- | -- |
| 2016 | Moto   | Suzuki Rallye Team             | Suzuki RM-Z450        | Rit  | 0  |
| 2017 | Moto   | XRaids Team                    | KTM 450 Rally Replica | 28°  | 0  |
| 2018 | Moto   | Heinrich Racing                | KTM 450 Rally Replica | 10º  | 0  |
| 2019 | Moto   | Monster Energy Honda Team 2019 | Honda CRF450 Rally    | 8º   | 0  |
| 2020 | Moto   | Monster Energy Honda Team 2020 | Honda CRF450 Rally    | 4º   | 2  |
| 2021 | Moto   | Monster Energy Honda Team 2021 | Honda CRF450 Rally    | Rit  | 1  |
| 2022 | Moto   | Monster Energy Honda Team 2022 | Honda CRF450 Rally    | 6°   | 2  |
| 2023 | Moto   | Monster Energy Honda Team      | Honda CRF450 Rally    | 8°   | 0  |
| 2024 | Moto   | Monster Energy Honda Team      | Honda CRF450 Rally    | 6°   | 3  |
| 2025 | Moto   | Hero MotoSports Team Rally     | Hero 450 Rally        | 7°   | 0  |

### W2RC
| Anno | Scuderia                   | Vettura             | 1     | 2       | 3       | 4      | 5     | Pos. | Punti |
| ---- | -------------------------- | ------------------- | ----- | ------- | ------- | ------ | ----- | ---- | ----- |
| 2022 | Monster Energy Honda Team  | Honda CRF 450 Rally | DAK 6 | ABU 7   | MAR 7   | AND 10 |       | 6°   | 39    |
| 2023 | Monster Energy Honda Team  | Honda CRF 450 Rally | DAK 8 | ABU 4   | SON 10  | DES 6  | MAR 5 | 6°   | 52    |
| 2024 | Monster Energy Honda Team  | Honda CRF 450 Rally | DAK 4 | ABU Rit | POR Rit | DES 8  | MAR 4 | 5°   | 41    |
| 2025 | Hero MotoSports Team Rally | Hero 450 Rally      | DAK 7 | ABU 6   | SUD 6   | POR    | MAR   |      | 34    |